# Jan Zybert
Jan Zybert (* 11. März 1908 in Łódź; † 1943 in der Sowjetunion) war ein polnischer Radrennfahrer.

## Sportliche Laufbahn
Zybert war Teilnehmer der Olympischen Sommerspiele 1928 in Amsterdam. Er startete in der Mannschaftsverfolgung und wurde mit dem polnischen Vierer mit Józef Lange, Alfred Reul, Józef Oksiutycz und Zybert auf dem 5. Rang klassiert.
1927 wurde er beim Sieg Artur Szmidt von Dritter der nationalen Meisterschaft im Sprint. 1928 gewann er die Silbermedaille im Meisterschaftsrennen im Mannschaftszeitfahren. 1927 startete er bei den UCI-Bahn-Weltmeisterschaften. Er schied in den Vorläufen im Sprint aus.  